# 新北市忠烈祠
新北市忠烈祠，位於中華民國新北市淡水區，鄰近滬尾砲台與淡水高爾夫球場，是新北市政府為了紀念革命烈士與義士所設立的忠烈祠。

## 歷史
新北市忠烈祠之現址地，原址為清法戰爭時滬尾戰役的古戰場。日治時期昭和十四年（1939年）闢建淡水神社，奉祀明治天皇。台灣戰後因為年久失修而傾倒頹圮，形同廢墟。1975年，台北縣政府將神社拆除，改建為
中國宮殿形式的忠烈祠建築，稱為「台北縣忠烈祠」。由於忠烈祠堂四周環繞著青翠古松，在忠烈祠牌樓下可傾聽松濤並遠眺觀音山，景致優美，為淡水舊八景之一，有「烈祠松濤」之美稱。2011年配合台北縣升格為直轄市更名新北市，故改名為新北市忠烈祠。

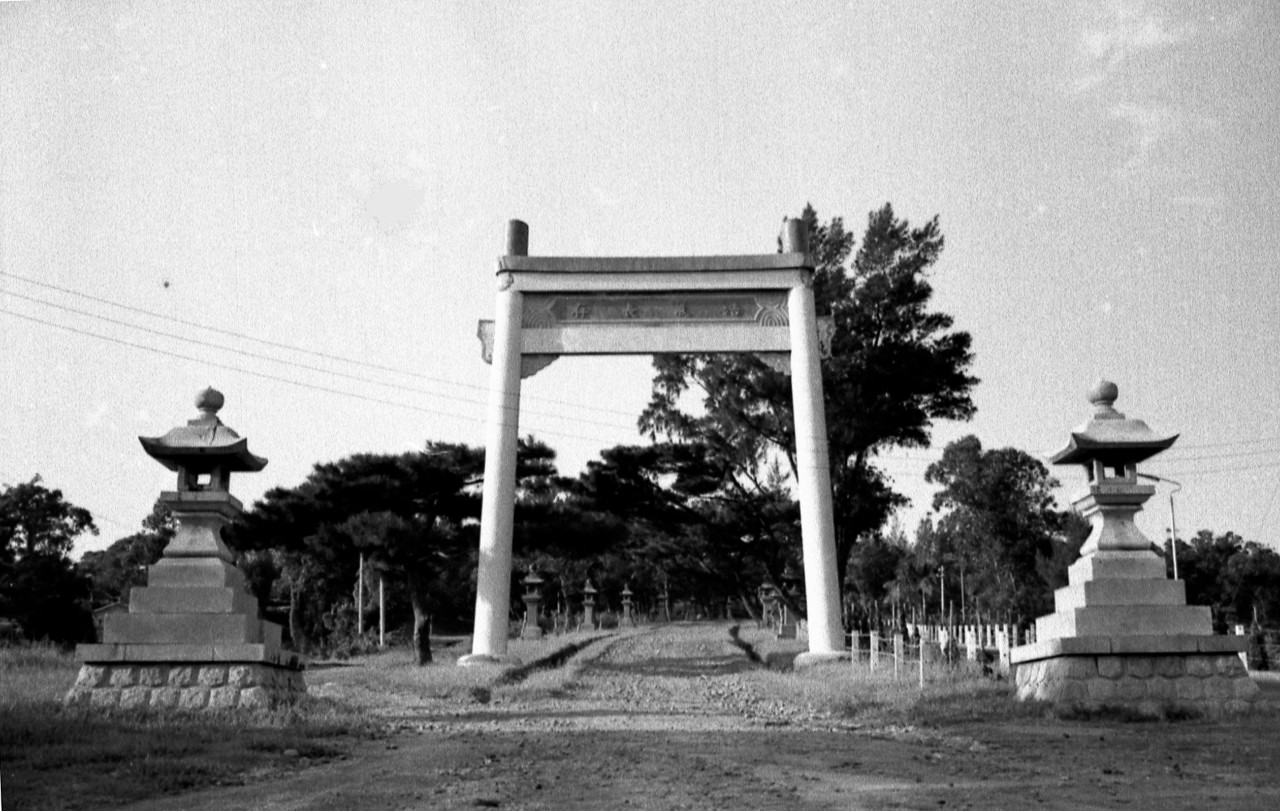
1970年舊牌坊
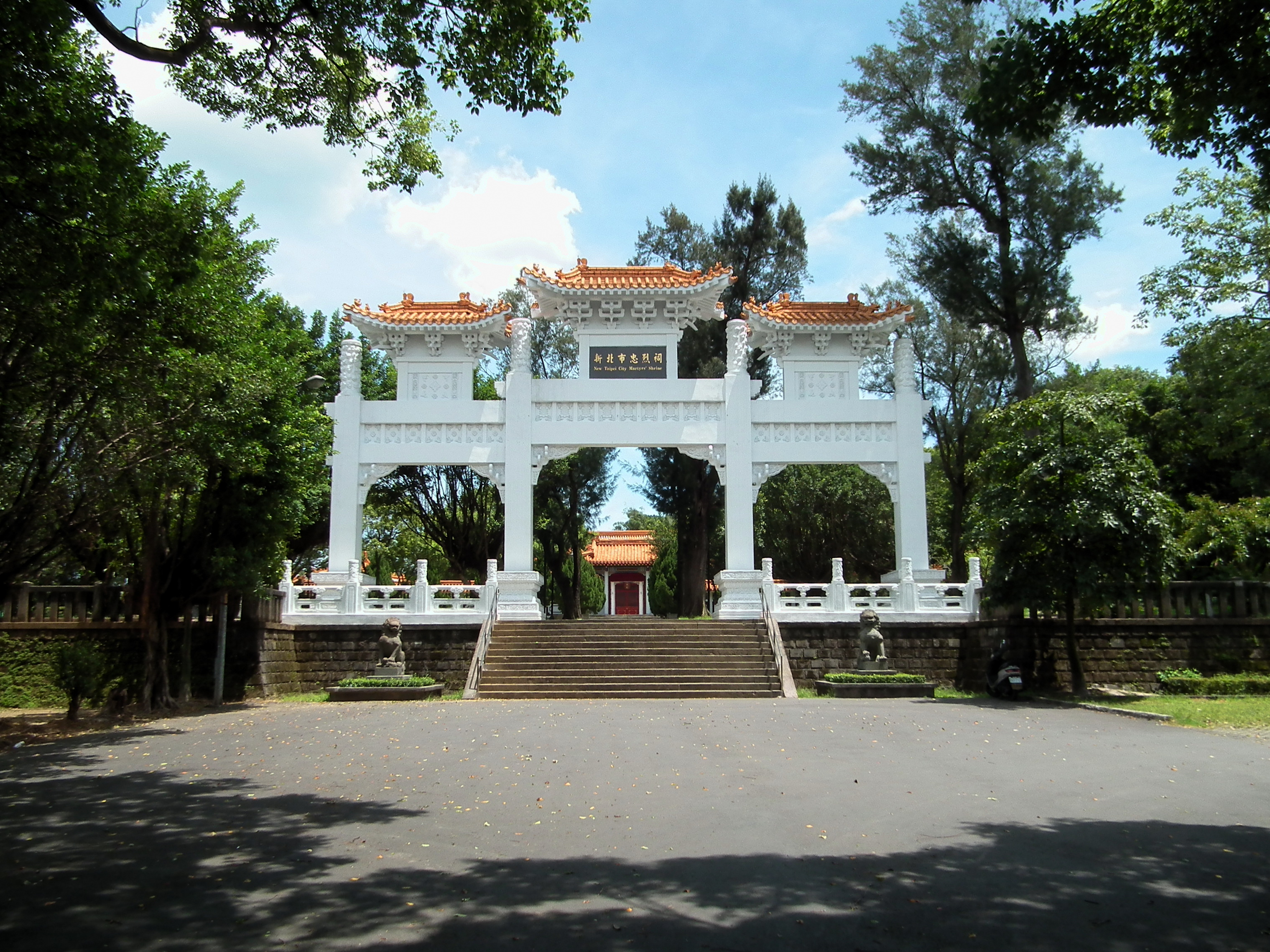
牌坊
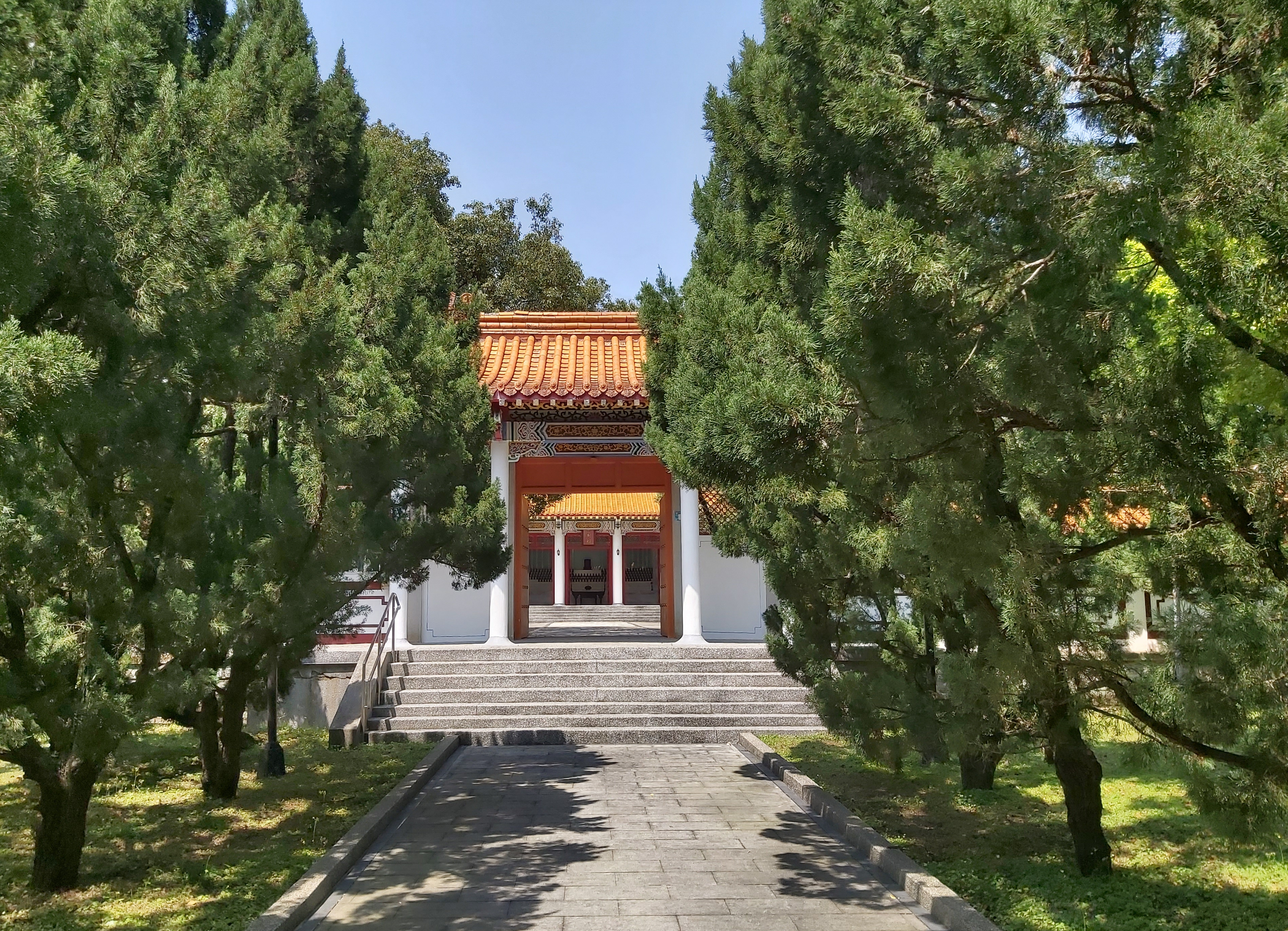
前殿
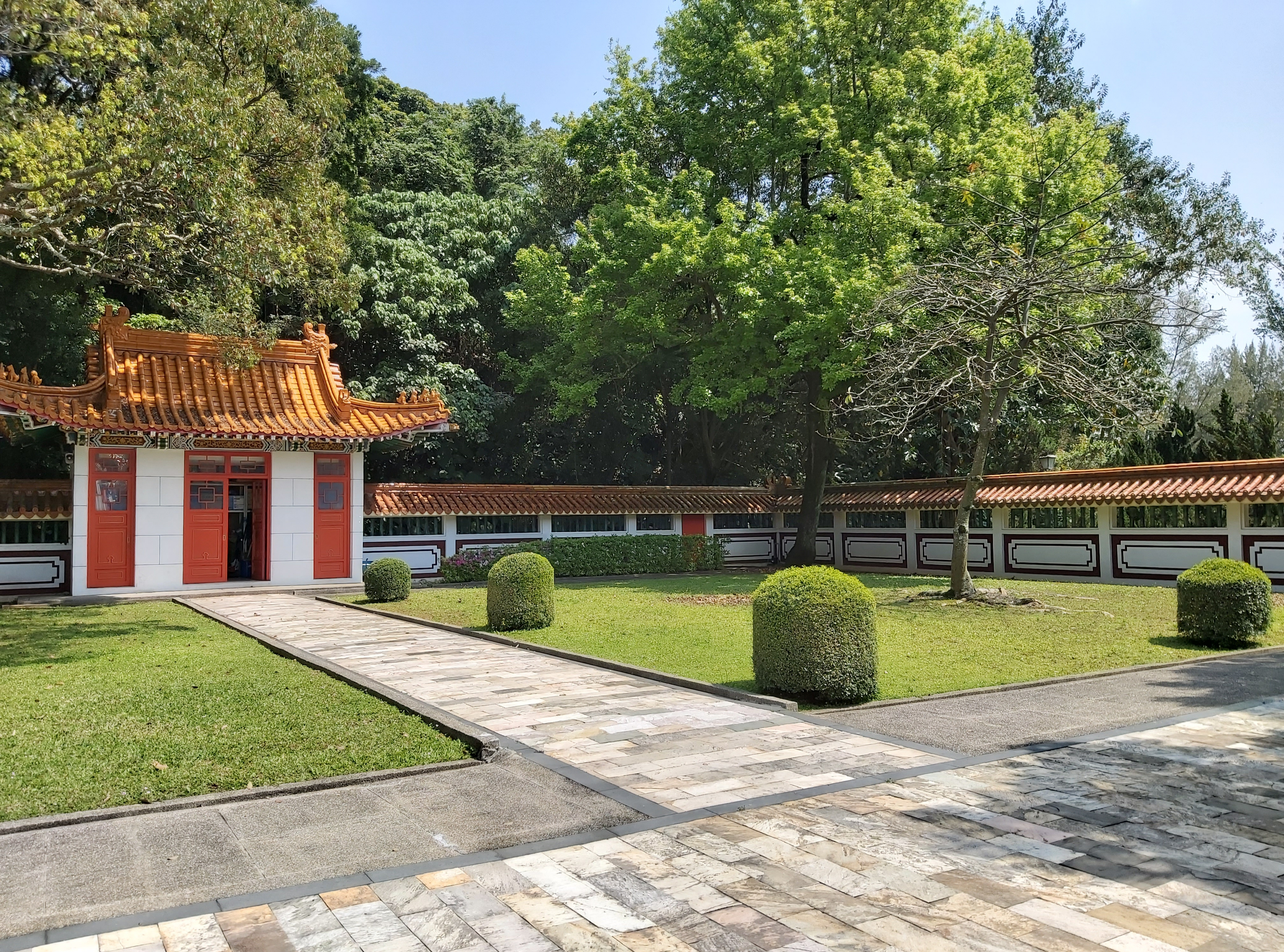
庭園

## 入祀烈士
新北市忠烈祠目前供奉早期因各戰役犧牲的國軍及殉難人民計221位，並逐年增加供奉因執行勤務而不幸殉職的警察8位、消防人員10位、海巡人員2位及鐵路人員1位，共計242位英烈義士。

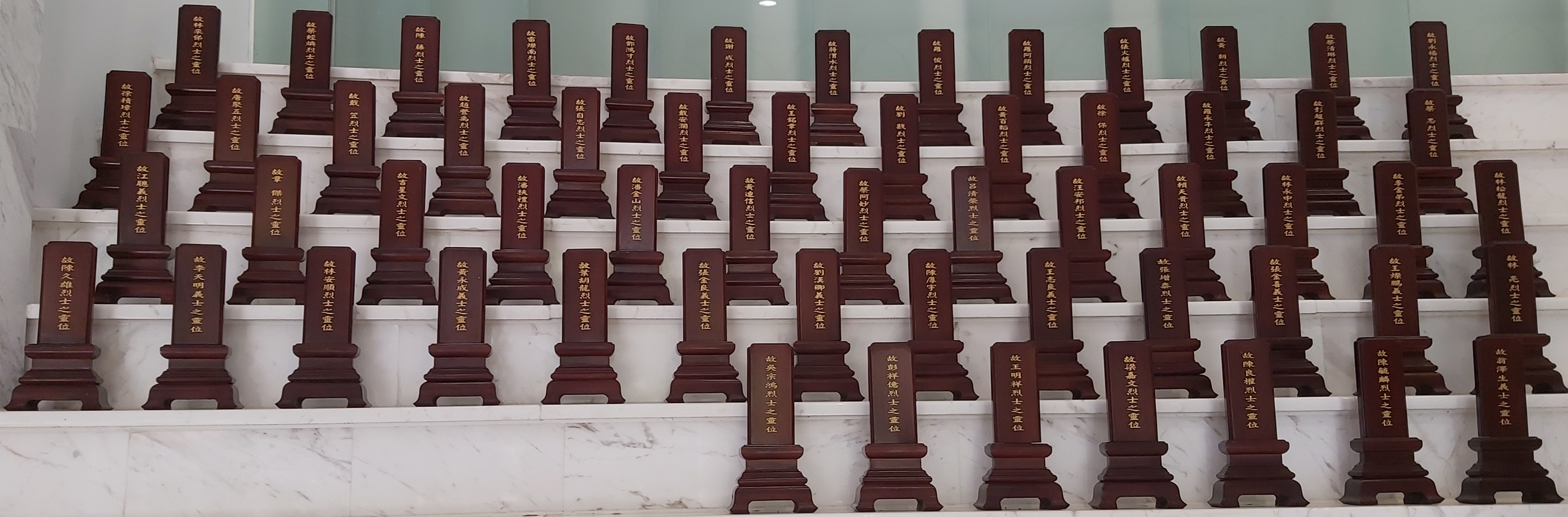
右側龕位：奉祀烈士靈位59柱（2024年計）
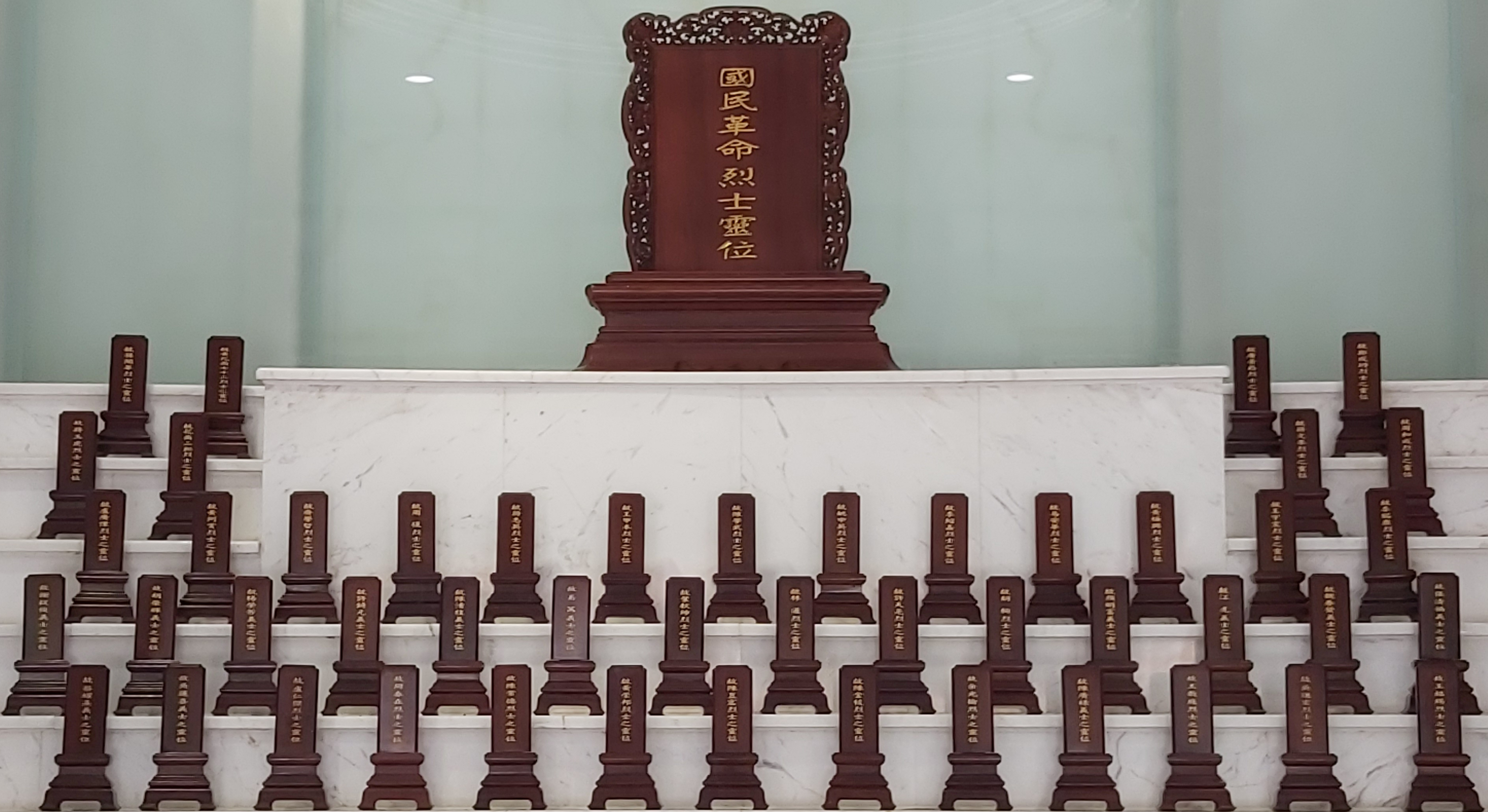
中央龕：奉祀國民革命烈士靈位暨烈士靈位48柱（2024年計）
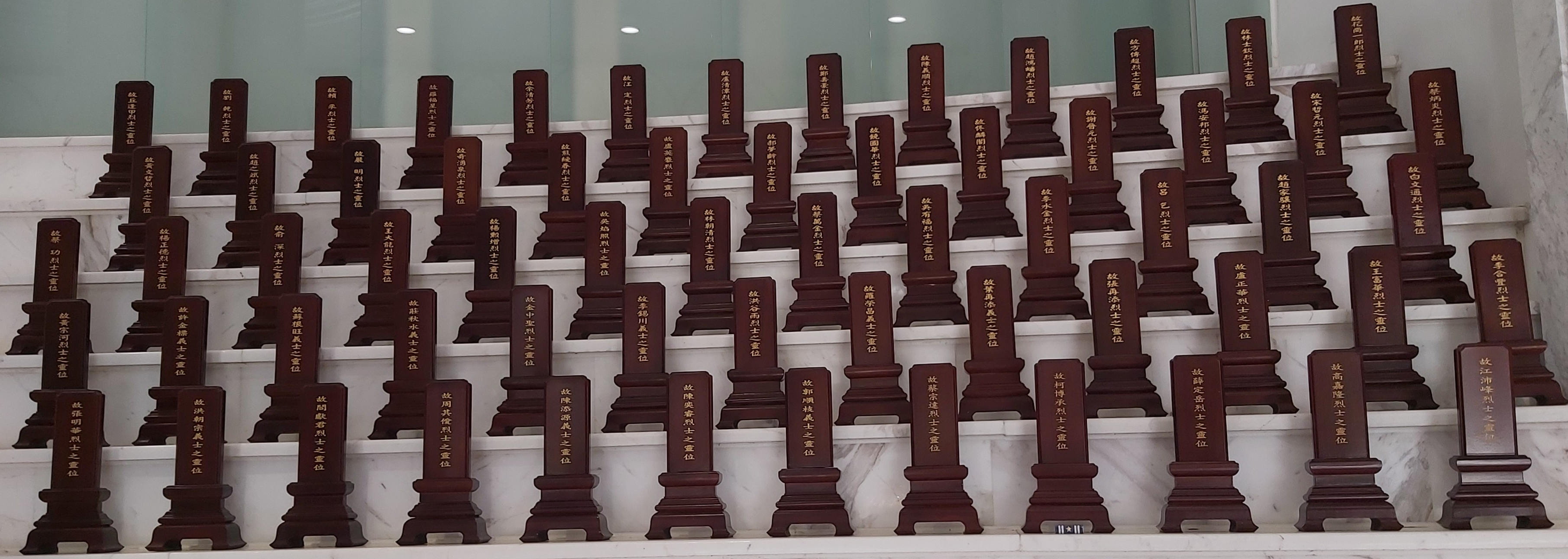
左側龕位：奉祀烈士靈位64柱（2024年計）

## 外部連結
- 新北市政府民政局 （页面存档备份，存于）
- 新北市忠烈祠-新北市觀光旅遊網 （页面存档备份，存于）
- 新北市忠烈祠 -淡水區公所 （页面存档备份，存于）